# Banca centrale della Repubblica di San Marino
La Banca Centrale della Repubblica di San Marino (BCSM) è un ente con natura giuridica privata, a partecipazione mista pubblica e privata.
Il fondo di dotazione della Banca Centrale è attualmente di euro 12.911.425,00 suddiviso in 2.500 quote nominative indivisibili del valore di euro 5.164,57 ciascuna. La titolarità di tali quote di partecipazione è riservata allo Stato, in misura maggioritaria, e alle società sammarinesi esercenti attività creditizie, finanziarie o assicurative.

## Le finalità
Le finalità della Bcsm, stabilite all'art. 3 dello Statuto, sono:
- promuovere la stabilità del sistema finanziario e tutelare il risparmio, a cui la Repubblica riconosce un rilevante valore sociale, attraverso la vigilanza sulle attività creditizie, finanziarie e assicurative svolte dagli intermediari autorizzati;
- fornire servizi bancari e finanziari allo Stato e alla Pubblica Amministrazione anche al fine di coordinare la gestione delle disponibilità e la scelta delle forme di finanziamento;
- fornire un adeguato sostegno al sistema finanziario della Repubblica assolvendo anche a funzioni di stimolo ed orientamento;
- agevolare l'attività economica e finanziaria con la predisposizione e il mantenimento di sistemi di pagamento della Repubblica efficienti e sicuri.

La Banca risponde al Consiglio Grande e Generale del raggiungimento delle sue finalità.
Sulla base del proprio statuto, la Banca Centrale svolge altresì funzioni di:
- vigilanza sul settore bancario, finanziario e assicurativo, e di tutela degli investitori;
- gestione, regolamentazione e supervisione del sistema dei pagamenti;
- gestore dei servizi di Tesoreria e di Esattoria per conto dello Stato e degli Enti Pubblici e Aziende Autonome;
- depositario delle disponibilità finanziarie dello Stato e degli Enti ed Aziende del Settore Pubblico Allargato;
- referente istituzionale nei confronti di Organizzazioni internazionali, banche centrali, autorità estere di vigilanza finanziaria e simili;
- elaborazione e pubblicazione di statistiche sui soggetti da essa vigilati e sulla loro attività;
- agente dello Stato nella gestione dei titoli del debito pubblico;
- consulenza allo Stato in materia economica con particolare riferimento al settore finanziario e alla finanza pubblica.

Le principali fonti normative di riferimento all’attività di BCSM sono la sua legge istitutiva (Legge n. 96 del 29 giugno 2005 – Statuto della Banca Centrale) e la Legge sulle imprese e sui Servizi Bancari, Finanziari e Assicurativi (Legge n. 165 del 17 novembre 2005).

## Storia
L’attuale configurazione della Banca Centrale della Repubblica di San Marino deriva dal processo di integrazione fra l’Istituto di Credito Sammarinese e l’Ispettorato per il Credito e le Valute iniziato con la Legge n. 83 del 27 giugno 2003, e terminato nel 2005 con la Legge n. 96/2005 (Statuto BCSM). Tale processo di integrazione ha portato all’unificazione in un unico soggetto (la BCSM) delle funzioni precedentemente attribuite alle due istituzioni. In seguito, con ulteriori leggi, le funzioni attribuite a Banca Centrale sono state ampliate in coerenza con le disposizioni statutarie generali.
Negli ultimi sei mesi del 2017 numerosi i cambiamenti al vertice dopo l'emergere, nell'ambito di un'indagine complessa avviata dalla magistratura nel 2014 sul "conto Mazzini" aperto nella Banca Commerciale Sammarinese, di una "Tangentopoli sammarinese" (con profondi legami tra il mondo degli affari, gli ambienti bancari e il Governo coinvolgendo 8 ex segretari di Stato e 5 ex Capitani reggenti) che ha portato il 30 giugno 2017 a una serie di condanne in primo grado. Il 22 settembre si dimette, dopo appena un anno dalla nomina, il presidente della Banca Centrale Wafik Grais, cittadinanza svizzera/egiziana e 27 anni trascorsi alla Banca Mondiale. Motivazione: "Una mia personale diversa visione circa il percorso da intraprendere per la tutela del sistema finanziario della Repubblica di San Marino e della Banca Centrale. Misure e azioni recentemente adottate potrebbero pregiudicare il raggiungimento degli obiettivi definiti". L'incarico resterà vacante sino al maggio 2018.
In pochi mesi si avvicendano anche tre direttori generali. Nell'agosto 2017 è sollevato dall'incarico l'allora direttore Lorenzo Savorelli. Il 9 ottobre è nominato Raffaele Capuano che si dimette appena un mese più tardi, l'11 novembre 2017. Al suo posto viene nominato il 4 dicembre 2017 l'avv. Roberto Moretti.
Periodo difficile dovuto ai troppi crediti deteriorati che, secondo il FMI (Fondo Monetario Internazionale), già nel 2016 appesantivano i portafogli degli istituti di credito sammarinesi per un valore di 1,8 miliardi lordi, pari al 113% del Pil. Una cifra elevata per un piccolo Stato con poco più di 36.000 abitanti ed un Pil che nel 2016 è stato di 1,4 miliardi. Nell'estate 2017 attivi e crediti di Asset Banca (che tre anni prima aveva assorbito attivi e crediti della Banca Commerciale Sammarinese) sono trasferiti alla Cassa di Risparmio della Repubblica di San Marino, anch'essa in difficoltà al punto da essere la prima banca sammarinese a diventare di fatto statale valendo da sola la metà del sistema bancario della Repubblica. Nello stesso periodo è revocata l'autorizzazione di esercizio a Euro Commercial Bank, in liquidazione coatta amministrativa. Nel gennaio 2018 c'è l'accordo per cedere Banca CIS - Credito Industriale Sammarinese a un imprenditore saudita ma l'operazione non viene perfezionata finendo in esposti legali, scambi di accuse, inchiesta della magistratura sugli ex vertici della banca.
Secondo il report del gennaio 2018 del FMI c'è bisogno di una riforma della Banca Centrale e di una riforma dell'economia per diminuire la presenza pubblica nella Cassa di Risparmio: a fine 2017 la raccolta delle banche di San Marino, che dieci anni prima era di 14,1 miliardi, è scesa a 5,8 miliardi con un rapporto sofferenze-impieghi del 20,5%. Già deciso dal Governo un taglio del 20% ai costi della banca centrale.
Il 10 maggio 2018 è nominato il nuovo presidente: Catia Tomasetti, riminese, avvocato dello studio legale BonelliErede, già presidente di Acea, la ex municipalizzata romana. Quattro mesi più tardi, in settembre, il direttivo della Bcsm revoca l'incarico di direttore generale a Roberto Moretti "per inadempienze", lascia anche la Vigilanza. Giuseppe Ucci, ex Cassa di Risparmio di Cesena, assume l'incarico di vicedirettore facente funzioni.
Nel gennaio 2019 Banca Cis viene posta in amministrazione straordinaria  con il blocco delle somme depositate. Nel luglio 2019 la banca esce dall'amministrazione straordinaria, diventa interamente di proprietà della Banca Centrale e cambia il nome in Banca Nazionale Sammarinese.
Pochi mesi prima, nel maggio 2019, Banca centrale ha redatto un documento ("Dinamiche evolutive del sistema bancario") da cui emerge una situazione preoccupante: tra il 2008 e il dicembre 2018 il sistema bancario ha registrato perdite nette per 861 milioni di euro, il rapporto tra crediti deteriorati lordi e il totale dei crediti deteriorati lordi è pari al 53%, il totale dell'attivo è passato da 11,5 miliardi del 2008 a 4,6 miliardi del 2018 con una diminuzione del 60% a fronte del dimezzamento del numero degli istituti, passati da 12 a 6. Dal 2015 Banca centrale registra risultati economici negativi, il disavanzo del 2018 è stato di 12,2 milioni di euro.
Il 18 agosto 2020 la Banca centrale europea ha aperto a favore della Banca centrale di San Marino una linea di liquidità fino a 100 milioni a tasso zero in supporto alle istituzioni finanziarie sammarinesi dopo il periodo di COVID-19.
A seguito delle linee strategiche elaborate nel corso del 2019 per il superamento delle criticità esistenti, negli ultimi anni il sistema finanziario sammarinese ha compiuto notevoli progressi, pervenendo a risultati importanti per quanto riguarda i principali profili tecnici degli intermediari, raggiungendo elementi di stabilità consolidata quanto a raccolta bancaria, liquidità, grado di capitalizzazione e con il ritorno alla redditività degli operatori tra il 2021 e il 2022.
A far data dal 1º luglio 2022 il dott. Andrea Vivoli ha assunto la carica di Vice Direttore, con responsabilità di facente funzioni di Direttore Generale, mentre dal 1º marzo 2023 ha preso pienamente possesso delle funzioni di Direttore Generale ai sensi dello Statuto.

## Consiglio direttivo
Il Consiglio direttivo è composto dal presidente e da cinque Consiglieri nominati dal Consiglio Grande e Generale. I componenti del Consiglio direttivo durano in carica cinque anni e sono rieleggibili per un solo mandato. Sono attribuiti al Consiglio Direttivo i poteri di indirizzo e gestione della Banca Centrale. Il Consiglio Direttivo, fra le altre funzioni, predispone il Bilancio e lo sottopone all’Assemblea accompagnandolo con propria relazione, nomina il Direttore Generale, i componenti del Coordinamento della Vigilanza, il Vice Direttore, i dirigenti e i funzionari, e delibera l’assunzione del personale. Inoltre, ha competenza in materia di vigilanza regolamentare.
Il Consiglio direttivo risulta così composto:
- Catia Tomasetti - presidente
- Francesco Mancini - vice presidente
- Walter Guidi - consigliere
- Francesco Ielpo - consigliere

Dati: settembre 2023

## Poteri della banca
Per il raggiungimento delle finalità e lo svolgimento delle funzioni attribuite alla Banca Centrale, può "adottare provvedimenti, anche sotto forma di regolamenti, ordini, circolari, lettere uniformi, raccomandazioni e istruzioni che avranno, oltre al carattere cogente nei confronti dei soggetti vigilati, anche una funzione esplicativa ed interpretativa dei compiti assegnati dalla legge alla Banca stessa." La Banca inoltre, con le modalità che ritiene più opportune, rende pubblici gli atti appena citati se essi hanno rilevanza pubblica e destinazione generale.

## Rapporti con lo Stato e organismi finanziari esteri
La Banca Centrale della Repubblica di San Marino può assistere ed informare il Congresso di Stato, per il tramite della Segreteria di Stato per le Finanze e il Bilancio, su materie e misure economiche che, a parere della stessa Banca Centrale, sono associabili e influenzano il perseguimento delle sue finalità istituzionali e avanzare risoluzioni e commenti su proposte di legge e di atti normativi che si riferiscono direttamente alle finalità e alle funzioni che la legge riserva alla Banca Centrale; può anche elaborare proposte di legge e di atti normativi sulle materie di sua competenza da sottoporre al Congresso di Stato per il tramite del Comitato per il Credito ed il Risparmio.
La Banca, inoltre, tramite il Comitato per il Credito ed il Risparmio trasmette al Congresso di Stato informazioni sui fatti di maggior rilievo rilevati o acquisiti nell'esercizio delle funzioni istituzionali.
Infine, congiuntamente ai rappresentanti del Congresso di Stato, la Banca Centrale rappresenta la Repubblica di San Marino in tutte le istituzioni finanziarie internazionali partecipate dalla Repubblica.

## Partecipanti al capitale
- Stato (Repubblica di San Marino - Eccellentissima Camera): 72%
- Cassa di Risparmio della Repubblica di San Marino: 16%
- Banca di San Marino: 6%
- Banca Agricola Commerciale Istituto Bancario Sammarinese: 5%
- Banca Sammarinese di Investimento: 1%

## Sede
Via del Voltone n.120
47890 - San Marino
Repubblica di San Marino